# Nikki Blue
Anitra Necole „Nikki” Blue (ur. 29 marca 1984 w Bakersfield) – amerykańska koszykarka występująca na pozycji rozgrywającej, następnie trenerka koszykarska.

## Osiągnięcia
Na podstawie, o ile nie zaznaczono inaczej.

### Zawodnicze
NCAA
- Uczestniczka rozgrywek:
  - turnieju NCAA (2004, 2006)
  - WBCA Senior All-Star Game (2006)
- Mistrzyni turnieju konferencji Pac-10 (2006)
- Zaliczona do:
  - I składu:
    - Pac-10 (2003–2006)
    - najlepszych pierwszorocznych zawodniczek Pac-10 (2003)
    - WBCA/Kodak All-Region 8 (2005)
    - turnieju:
      - Pac-10 (2003–2006)
      - LMU/Ayres Hotel Thanksgiving Classic (2006)

  - składu honorable mention All-American (2005 przez Associated Press, 2006 przez Associated Press, Kodak/WBCA)
  - Galerii Sław Sportu UCLA Bruins (2018)
- Liderka konferencji Pac-10:
  - w średniej:
    - asyst (2006 – 5,91)
    - rozegranych minut (2005 – 35,1)

  - liczbie:
    - asyst (2006 – 189)
    - oddanych rzutów z gry (2003 – 447)